# ディラン・バクワ
ディラン・バクワ（Dilane Bakwa, 2002年8月26日 - ）は、フランスのクレテイユ出身のプロサッカー選手。リーグ・アンのRCストラスブール所属。ポジションはフォワード。

## 経歴
2019年5月28日にFCジロンダン・ボルドーとプロ契約を結んだ。リザーブチームでプロデビューした後、2020年9月27日のOGCニース戦でトップチームでの公式戦に初出場した。
2023年8月8日にRCストラスブールへ完全移籍し、4年契約を結んだ。

## 代表歴
2017年から2019年まで、世代別のフランス代表に選出された。